# Dacus lounsburyii
Dacus lounsburyii är en tvåvingeart som beskrevs av Daniel William Coquillett 1901. Dacus lounsburyii ingår i släktet Dacus och familjen borrflugor. Inga underarter finns listade i Catalogue of Life.